# Ravnica (Ribnik)
 Ravnica  falu Horvátországban Károlyváros megyében. Közigazgatásilag Ribnikhez tartozik.

## Fekvése
Károlyvárostól 18 km-re északnyugatra, községközpontjától 2 km-re délre fekszik.

## Története
1857-ben 38, 1910-ben 34 lakosa volt. A település trianoni békeszerződésig Zágráb vármegye Károlyvárosi járásához tartozott. 2011-ben 15 lakosa volt.

## Nevezetességei
Természeti látványossága a falutól délnyugatra a Rilac-patak forrástava.

## Lakosság
| Lakosság változása | Lakosság változása | Lakosság változása | Lakosság változása | Lakosság változása | Lakosság változása | Lakosság változása | Lakosság változása | Lakosság változása | Lakosság változása | Lakosság változása | Lakosság változása | Lakosság változása | Lakosság változása | Lakosság változása | Lakosság változása |
| ------------------ | ------------------ | ------------------ | ------------------ | ------------------ | ------------------ | ------------------ | ------------------ | ------------------ | ------------------ | ------------------ | ------------------ | ------------------ | ------------------ | ------------------ | ------------------ |
| 1857               | 1869               | 1880               | 1890               | 1900               | 1910               | 1921               | 1931               | 1948               | 1953               | 1961               | 1971               | 1981               | 1991               | 2001               | 2011               |
| 38                 | 47                 | 43                 | 43                 | 41                 | 34                 | 36                 | 41                 | 34                 | 29                 | 29                 | 28                 | 17                 | 29                 | 17                 | 15                 |